# Sober (canção de Lorde)
"Sober" é uma canção gravada pela cantora e compositora neozelandesa Lorde, de seu segundo álbum de estúdio Melodrama (2017). Lorde co-escreveu e co-produziu a canção com Jack Antonoff, com assistência de produção por Malay e produção vocal por Kuk Harrell. Foi lançada em 9 de junho de 2017 pela Republic Records como segundo single promocional do álbum. "Sober é a primeira parte de uma música com duas faixas, completada por "Sober II (Melodrama)". É uma canção de R&B eletrônico que inclui o rugido de um tigre, trompetes, metais e saxofones barítonos e tenores em sua produção. A letra detalha o desejo de contar alguém como você se sente sobre ele, enquanto pondera como vai ser quando ambas as partes estiverem sóbrias.
A canção recebeu críticas majoritariamente positivas de críticos de música, que elogiaram sua direção inesperada e afastamento da produção maximalista dos singles anteriores "Green Light" e "Perfect Places". Também foi comparada à produção minimalista do álbum de estreia da cantora, Pure Heroine (2013) e com os trabalhos da banda the xx. A canção apareceu nas tabelas musicais de Austrália e Canadá, no 61º e 84º lugar, respectivamente. Lorde apresentou "Sober", com seis outras canções, como parte de uma série reimaginada da Vevo no Electric Lady Studios, onde ela gravou grande parte de seu álbum. Também foi parte da set list de sua turnê mundial Melodrama World Tour (2017-18).

## Antecedentes

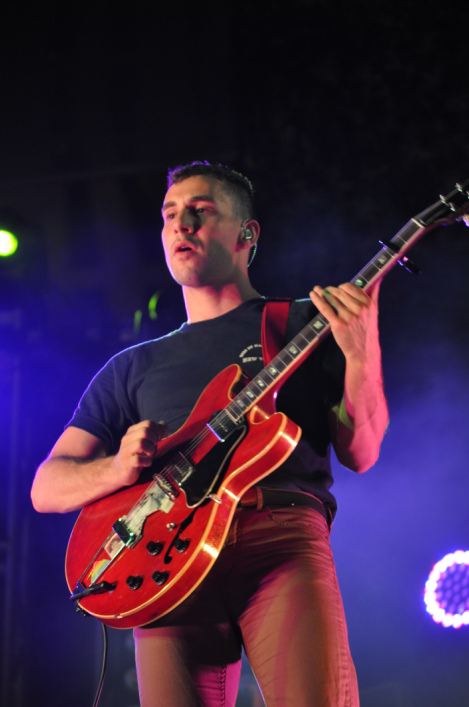
Jack Antonoff co-escreveu e co-produziu "Sober"

Em uma entrevista no podcast Song Exploder com Hrishikesh Hirway, Lorde descreveu seu primeiro verão após o término de seu longo namoro com James Lowe como "selvagem e fluorescente"; como resultado, ela frequentemente saía para beber em seu país natal, a Nova Zelândia, e tinha um forte desejo de lidar com seu coração partido. Ela descreveu a canção como o momento quando alguém quer contar a um potencial amante como ele se sente, quando sabe que a outra pessoa sente o mesmo. Apesar disso, para se aproximar da outra pessoa, você depende do desenrolar das atividades da festa. A cantora revelou que ao longo da música, gritos murmurados "de corpos desanexados" são ouvidos.
O medo de Lorde em gravar no Westlake Recording Studios, que para ela era "chique demais" resultou em um bloqueio de escritor. Ela encontrou uma pequena sala de produção, que chamava de "The Rat Nest" (O Ninho do Rato), para criar a música. Em uma demo, a produção geral era inicialmente mais "melancólica" e "emocional". Ela tinha ideias específicas sobre "Sober" e sabia como queria que a canção tomasse forma já no início do processo de gravação. Jack Antonoff se abriu para que Lorde tomasse o controle da produção. A batida da canção surgiu após um show no festival Coachella, que foi formada utilizando um bongô e Lorde cantando as palavras "Night, midnight, lose my mind" que foram subsequentemente introduzidas na canção. Ela comparou os vocais precedentes com Prince e Michael Jackson.
Em 7 de novembro de 2016, Lorde se encontrou com o produtor Malay em Nova Iorque em uma sessão onde ele introduziu a batida que ela havia trabalhado com Antonoff no resto da música. Ela tomou os acordes menores "sérios" da faixa e os transformou em acordes de festa "insistentes". Na sessão, ela também criou a pausa que ocorre antes do primeiro verso. A produção vocal de Kuk Harrell ajudou a intensificar os vocais. As trompas na faixa foram inspiradas no trabalho de Hudson Mohawke no duo TNGHT. Ela também queria que os metais e trompas parecessem triunfantes, testando um saxofone barítono e tenor, bem como trompetes. Laura Sisk tomou o controle disso durante a engenharia. O som do rugido de um tigre, que aparece antes da ponte, foi adicionado duas sessões antes da conclusão da canção, quando Antonoff procurava por amostras de canções. De acordo com Antonoff, esse foi um dos momentos que o deixam mais orgulhoso durante a produção de Melodrama.

## Gravação e interpretação da letra
Lorde gravou "Sober" em três locações diferentes nos Estados Unidos. Ela começou a gravar no Westlake Recording Studios, em Los Angeles, Califórnia, assistida pelo engenheiro de gravação Eric Eylands. Gravações adicionais também aconteceram no Electric Lady Studios, em Greenwich Village, Nova Iorque, com Malay. As gravações foram completadas no Rough Customer Studios, estúdio na casa de Antonoff em Brooklyn Heights, onde ele encontrou o áudio do rugido de tigre utilizado na faixa. John Hanes misturou a canção no MixStar Studios. Laura Sisk serviu como engenheira da faixa.
"Sober" é composta na tonalidade de dó maior com um andamento de 110 batidas por minuto. Os vocais de Lorde abrangem um intervalo de F♭3 a D5 e sua progressão harmônica segue uma sequência básica de F-Am-G. É uma música de R&B eletrônico que utiliza bongôs, trompetes, saxofones barítono e tenor, metais e o rugido de um tigre em sua produção. Jon Blistein, escritor da Rolling Stone, descreveu "Sober" como tendo "percussão estrondosa e sintetizadores leves" que lentamente cresciam para incluir "golpes impetuosos de trompas que dançam ao redor dos vocais de Lorde." Marc Hogan, editor da Pitchfork, expressou que a música tinha uma produção "electro-R&B espaçada e furtiva" que mantinha muito de Pure Heroine (2013) ou de the xx. Hogan mencionou que "mini-Lordes movimentadas em estéreo gorjeiam como anjos e demônios em seus ombros," com "espaços pouco iluminados e trompetes triunfantes" faziam a "fundação melancólica de três acordes parecer o bastante." Lauren O'Neill, da Noisey, descreveu sua produção como tendo uma "percussão proeminente" com trompas e vocais "quase como um ronronar rouco."
Carrie Battan, do The New Yorker, afirmou que as linhas "I know this story by heart / Jack and Jill get fucked up and possessive when they get dark" tratava sobre a "experiência de estar sempre lúcido demais para se sentir bêbado de verdade." Dan Weiss, da Consequence of Sound, comparou a mesma linha às expressões vocais de Prince, bem como mencionou a "matriz espaçada de texturas que clicam e distorcem" na produção da faixa. Andrew Dorsett, da PopMatters, também mencionou que a linha referenciava ´que a "imagética que um final de semana mais eufórico que pílulas é um pouco familiar", mas nota que Lorde olha "para frente" na linha do refrão "What will we do when we're sober?". Mike Neid do Idolator escreveu que as letras detalham como "ela, bêbada, se perde no abraço temporário de um parceiro em uma festa." O'Neill descreveu "Sober" como a parte "onde as coisas se tornam um pouco intensas e o seu coração começa a doer um pouco e você começa a dar uns amassos em seu ex."

## Recepção
"Sober" recebeu críticas majoritariamente positivas de críticos de música em seu lançamento. Vários críticos compararam sua produção minimalista a Pure Heroine (2013), um distanciamento do maximalismo de seus singles anteriores "Green Light" e "Perfect Places". Andy Cush, da Spin, considerou a canção a faixa "mais estranha" que Lorde já havia lançado até então. Cush comparou a "percussão minimalista e pura" a seu trabalho em seu álbum de estreia, adicionando que ele tinha um "twist astuto de 2017." Ele também mencionou que, ao invés de buscar inspiração no hip hop de Atlanta dos anos 2000, ela optou por uma "tomada artística de um híbrido entre dancehall e house music presente nas rádios modernas atualmente. A National Public Radio chamou "Sober" de um "épico tempestuoso sobre risco e arrependimento que é perfeitamente cronometrado para coincidir com um final de semana agitado." A Rolling Stone descreveu a canção como um faixa "sexy e midtempo eternamente questionando seu próprio prazer." A The Atlantic considerou "Sober" um dos destaques do álbum, com o autor Spencer Kornhaber dizendo que a "oscilação latina da faixa dá espaço a refrões góticos".
Para o Pitchfork, Marc Hodges considerou a canção "transicional", como se estivesse em "movimento para algum outro lugar". Ele considerou a produção da faixa "intoxicante" e achou a sua decisão para utilizar o mesmo título do que outros artistas conhecidos "pouco original" para uma artista como ela, mas que a execução ainda era "difícil de negar." PopMatters comparou a faixa com o trabalho de Charli XCX em True Romance (2013). Neid, do Idolator, declarou que enquanto a canção parece "um pouco como um rearranjo de seu material prévio," ela contava com "uma das produções mais sofisticadas" do álbum. Apesar dos comentários de vários críticos sobre a convencionalidade da faixa, ela foi listada em número um na lista dos melhores canções da semana de 16 de junho de 2017 no Stereogum. Peter, na publicação, elogiou a cantora e Antonoff por serem capazes de "capturar os altos e baixos de uma noitada, criando um banger que parece tanto discreta quando um hino". A DIY também posicionou "Sober" na sua lista de melhores canções da semana, com Will Richards complementando o quão "maravilhosamente versátil Lorde havia se tornado, e como ela conseguia deslizar para dentro de qualquer forma sem esforço."

## Apresentações ao vivo
Lorde apresentou "Sober" pela primeira vez em um "pequeno concerto pré-Coachella" para uma platéia de 240 pessoas no Pappy & Harriet's em 15 de abril de 2017. Este foi o seu primeiro concerto completo desde julho de 2014. Antes de introduzir a canção, ela afirmou que gravar "Sober" foi uma das suas coisas favoritas entre tudo que ela já havia feito. Os bilhetes esgotaram em minutos. Eve Barlow, da Billboard, elogiou a performance, dizendo que foi "emocionante assistir Lorde se engajar com tanta confiança com facilidade" no palco, notando o seu aumento de conforto em frente a uma platéia. Lorde também apresentou a canção no festival Governors Ball, em 2 de junho de 2017. Durante a performance, uma caixa inclinada foi utilizada, apontando para baixo. No final, a caixa se abria e Lorde caía nos braços de seus dançarinos. A NME considerou a performance "simples, mas entregue com tanta sofisticação e equilíbro, que você não tem como não se impressionar." Lorde apresentou "Sober", com seis outras músicas, como parte de uma série reimaginada da Vevo no Electric Lady Studios, onde ela gravou a maior parte de seu álbum, e foi parte do set list da sua turnê mundial Melodrama World Tour (2017-18).

## Créditos
Créditos adaptados das anotações de Melodrama.
Gravação e administração
- Publicado por Songs Music Publishing, Sony/ATV Songs, LLC, Ducky Donath Music (BMI)
- Gravado em Electric Lady Studios (Nova Iorque, Nova Iorque), Rough Customer Studios (Brooklyn Heights, Nova Iorque), Westlake Recording Studios (Los Angeles)
- Misturado em MixStar Studios (Virginia Beach, Virgínia)
- Masterizado em Sterling Sound Studios

Pessoal
- Lorde - composição, vocais, produção
- Jack Antonoff - composição, produção
- Malay - produção
- Kuk Harrell - produção vocal
- Laura Sisk - engenharia
- Greg Aliason - assistente de engenharia
- Barry McCready - assistente de engenharia
- Brendan Morawski - assistente de engenharia
- Seth Paris - assistente de engenharia
- Serban Ghebea - mistura
- John Hanes - engenheiro de mistura
- Randy Merrill - masterização

## Desempenho nas tabelas musicais
| Tabela (2017)                     | Maior Posição |
| --------------------------------- | ------------- |
| Austrália (ARIA)                  | 61            |
| Canadá (Canadian Hot 100)         | 84            |
| Nova Zelândia (Recorded Music NZ) | 18            |

| Região           | Certificação | Unidades/Vendas Certificadas |
| ---------------- | ------------ | ---------------------------- |
| Austrália (ARIA) | Ouro         | 35 mil                       |